# Каролина (Винницкая область)
Каролина (укр. Кароліна) — посёлок, входит в Немировский район Винницкой области Украины.
Население по переписи 2001 года составляло 211 человек. Почтовый индекс — 22850. Телефонный код — 4331. Занимает площадь 0,152 км². Код КОАТУУ — 523083405.

## Местный совет
22850, Вінницька обл., Немирівський р-н, с. Зарудинці